# Henryk Gulbinowicz
Henryk Roman Gulbinowicz (ur. 17 października 1923 w Wilnie, zm. 16 listopada 2020 we Wrocławiu) – polski duchowny rzymskokatolicki, doktor nauk teologicznych, rektor Wyższego Seminarium Duchownego „Hosianum” w Olsztynie w latach 1968–1970, administrator apostolski w Białymstoku w latach 1970–1976, arcybiskup metropolita wrocławski w latach 1976–2004, kardynał prezbiter od 1985, od 2004 arcybiskup senior archidiecezji wrocławskiej. Kawaler Orderu Orła Białego.
Święcenia prezbiteratu otrzymał w 1950. Na Katolickim Uniwersytecie Lubelskim uzyskał doktorat z teologii. Był duszpasterzem akademickim w Białymstoku. Delegowany do pracy w diecezji warmińskiej, administrował tamtejszymi parafiami, pracował w kurii diecezjalnej, a także prowadził wykłady w Wyższym Seminarium Duchownym „Hosianum” w Olsztynie, którym w latach 1968–1970 zarządzał jako rektor. W 1970 otrzymał nominację na administratora apostolskiego części archidiecezji wileńskiej leżącej w granicach Polski z siedzibą w Białymstoku, a w 1976 na arcybiskupa metropolitę wrocławskiego. W latach 80. był zaangażowany w antykomunistyczną działalność NSZZ „Solidarność”. W 1985 został kreowany kardynałem. Pod koniec życia zarzucono mu, że w przeszłości napastował małoletniego, a także że utrzymywał kontakty ze Służbą Bezpieczeństwa. W wyniku dochodzenia kanonicznego Stolica Apostolska podjęła wobec niego decyzje dyscyplinarne.

## Życiorys

### Młodość i wykształcenie
Urodził się 17 października 1923 w szpitalu św. Rafała w – polskim wówczas – Wilnie. Młodość spędził w majątku ojca w Szukiszkach. Kształcił się w gimnazjum oo. jezuitów w Wilnie.
W 1944 został przyjęty do Arcybiskupiego Wyższego Seminarium Duchownego w Wilnie i jednocześnie rozpoczął studia filozoficzno-teologiczne na Wydziale Teologicznym Uniwersytetu Stefana Batorego w Wilnie. W 1945 jako kleryk uzyskał maturę i wstąpił do Franciszkańskiego Zakonu Świeckich, przyjmując imię zakonne Alojzy. Od tego samego roku odbywał studia w Białymstoku, dokąd przymusowo zostały przeniesione obydwie uczelnie, których był studentem. Święceń prezbiteratu udzielił mu 18 czerwca 1950 w prokatedrze Wniebowzięcia Najświętszej Maryi Panny w Białymstoku arcybiskup metropolita wileński Romuald Jałbrzykowski.
W latach 1951–1955 odbył studia w zakresie teologii moralnej na Wydziale Teologicznym Katolickiego Uniwersytetu Lubelskiego. W 1953 uzyskał na tej uczelni licencjat na podstawie pracy Problem niewolnictwa u św. Ambrożego, a studia ukończył z doktoratem na podstawie dysertacji Zagadnienie niewolnictwa, własności i pracy w pismach św. Ambrożego.

### Prezbiter
W latach 1950–1951 pracował jako wikariusz w parafii św. Wincentego Ferrariusza i św. Bartłomieja w Szudziałowie. Jednocześnie był prefektem tamtejszych szkół podstawowych. Po studiach w Lublinie, w latach 1956–1959 był wikariuszem parafii prokatedralnej Wniebowzięcia Najświętszej Maryi Panny w Białymstoku. W tym czasie przy kościele św. Rocha zorganizował duszpasterstwo akademickie dla studentów Akademii Medycznej.
W 1959 został delegowany do pracy w diecezji warmińskiej. W 1960 pełnił funkcję administratora parafii św. Wojciecha w Nidzicy, a w 1962 objął tę samą funkcję w parafii św. Marii Magdaleny w Leginach. W latach 1961–1962 pracował na stanowisku sędziego prosynodalnego w Sądzie Biskupim w Olsztynie. W 1966 został członkiem Diecezjalnej Komisji Artystycznej, a w 1968 wiceprzewodniczącym Diecezjalnej Rady Wydawniczej. W 1967 objął funkcję diecezjalnego duszpasterza pracowników nauki i lecznictwa. W 1963 otrzymał godność kanonika honorowego warmińskiej kapituły katedralnej.

### Działalność naukowo-dydaktyczna
Od 1959 do 1970 był pracownikiem Wyższego Seminarium Duchownego „Hosianum” w Olsztynie. Prowadził tam wykłady z teologii moralnej i etyki. Ponadto w latach 1960–1962 był prefektem ds. wychowania, w latach 1962–1968 wicerektorem, zaś w latach 1968–1970 piastował urząd rektora tego seminarium.
W latach 1977–1987 był wykładowcą teologii moralnej na Papieskim Wydziale Teologicznym we Wrocławiu. Wszedł w skład Rady Pedagogicznej wrocławskiego wyższego seminarium duchownego.

### Biskup
12 stycznia 1970 papież Paweł VI mianował go administratorem apostolskim części archidiecezji wileńskiej w granicach Polski z siedzibą w Białymstoku i biskupem tytularnym Acci. Urząd objął kanonicznie 17 stycznia 1970, zaś 8 lutego 1970 otrzymał święcenia biskupie i odbył ingres do prokatedry Wniebowzięcia Najświętszej Maryi Panny w Białymstoku. Konsekracji dokonał kardynał Stefan Wyszyński, prymas Polski, któremu asystowali Józef Drzazga, administrator apostolski diecezji warmińskiej, i Kazimierz Majdański, biskup pomocniczy włocławski. Jako zawołanie biskupie przyjął słowa „Patientia et caritas” (Cierpliwość i miłość). Sprawując urząd administratora apostolskiego w Białymstoku, utworzył Diecezjalny Ośrodek Kształcenia Soborowego Księży i Ośrodek Duszpastersko-Katechetyczny, a także dokonał reorganizacji podziału administracyjnego. W okresie zarządzania tą jednostką kościelną prezentował postawę uległą wobec władz komunistycznych.
15 grudnia 1975 został mianowany, a 3 stycznia 1976 prekonizowany arcybiskupem metropolitą wrocławskim. Wpływ na zgodę władz komunistycznych na nominacje miało to, że od 1969 r. prowadził rozmowy operacyjne z funkcjonariuszami SB, w tym z gen. Konradem Straszewskim wówczas dyrektorem Departamentu IV MSW oraz uległa wobec władz postawa w okresie zarządzania Administracją Apostolską w Białymstoku. Archidiecezję objął kanonicznie 12 stycznia 1976, natomiast ingres do archikatedry św. Jana Chrzciciela we Wrocławiu odbył 2 lutego 1976. W archidiecezji wrocławskiej w latach 1985–1991 przeprowadził synod, a w 1991 kongres pracy. Dwukrotnie podejmował we Wrocławiu papieża Jana Pawła II w trakcie jego podróży apostolskich do Polski – w 1983 oraz w 1997 na zakończenie 46. Międzynarodowego Kongresu Eucharystycznego. W 1989 i 1995 patronował Europejskim Spotkaniom Młodych we Wrocławiu. W 1989 ustanowił archidiecezjalny oddział Caritas, a w 1990 Komitet ds. Pomocy Parafianom z terenu Związku Radzieckiego. W archidiecezji powołał schroniska św. Brata Alberta, Hospicjum i Dom dla Narkomanów we Wrocławiu, Zakład Opiekuńczo-Leczniczy św. Jadwigi w Trzebnicy, Wrocławskie Towarzystwo Opieki nad Więźniami, Dom dla Emerytowanych Rolników w Henrykowie oraz Dom Samotnej Matki im. św. Faustyny Kowalskiej we Wrocławiu. Doprowadził do ukończenia budowy Domu Księży Emerytów we Wrocławiu. Powołał dolnośląskie pismo katolickie „Nowe Życie” oraz Katolickie Radio Rodzina. W latach 1976–2004 sprawował urząd wielkiego kanclerza Papieskiego Wydziału Teologicznego we Wrocławiu. 3 kwietnia 2004 papież Jan Paweł II przyjął jego rezygnację z urzędu arcybiskupa metropolity wrocławskiego i jednocześnie mianował jego następcą Mariana Gołębiewskiego, dotychczasowego biskupa diecezjalnego koszalińsko-kołobrzeskiego.
W sierpniu 1980 udzielił wsparcia robotnikom strajkujących na Dolnym Śląsku, wyrażając zgodę na obecność kapłanów w zakładach pracy i odprawianie tam mszy. Wspierał struktury „Solidarności”, biorąc udział w święceniach lokali i sztandarów, uroczystościach narodowo-religijnych i obchodach zakazanych rocznic. Na początku grudnia 1981 ukrył w swojej rezydencji 80 mln zł wypłaconych z konta bankowego przez działaczy dolnośląskiej „Solidarności”, z których następnie była finansowana działalność organizacji, co przedstawiono w filmie 80 milionów w reżyserii Waldemara Krzystka. Po wprowadzeniu stanu wojennego udzielał schronienia (m.in. w swojej siedzibie) ukrywającym się działaczom opozycji antykomunistycznej. Publicznie potępiał postępowanie rządzących, apelował o respektowanie praw obywateli, interweniował u władz w sprawie internowanych, a także odwiedzał ośrodki odosobnienia. W marcu 1982 powołał Arcybiskupi Komitet Charytatywny we Wrocławiu z zadaniem opieki nad internowanymi, więźniami i biednymi. W związku ze wspieraniem podziemnej „Solidarności” funkcjonariusze Służby Bezpieczeństwa zintensyfikowali działania operacyjne prowadzone wobec niego. Próbowano go zastraszyć, podpalając jego samochód w trakcie wizytacji w Złotoryi w maju 1984. We wrześniu 1984 przyjął zwolnionych z więzienia dolnośląskich przywódców opozycyjnych, udzielając im błogosławieństwa.
W Episkopacie Polski był członkiem Rady Głównej. Pełnił funkcję przewodniczącego Komisji ds. Duszpasterstwa Ludzi Pracy. Wszedł także w skład Komisji ds. Duszpasterstwa Ogólnego, Komisji ds. Duchowieństwa i Komisji ds. Duszpasterstwa Emigracyjnego.
25 maja 1985 papież Jan Paweł II kreował go kardynałem prezbiterem. Jako kościół tytularny został mu przydzielony kościół Niepokalanego Poczęcia Maryi w Grottarossie. 1 czerwca 1985 odbył ingres kardynalski do archikatedry wrocławskiej. Został członkiem trzech watykańskich dykasterii: Kongregacji ds. Kościołów Wschodnich, Kongregacji ds. Ewangelizacji Narodów i Kongregacji ds. Duchowieństwa. W 1990 uczestniczył w VIII Zwyczajnym Zgromadzeniu Synodu Biskupów w Watykanie. W dniu ukończenia 80 roku życia, 17 października 2003, utracił prawo do uczestniczenia w konklawe. W związku z tym nie brał udziału ani w konklawe w 2005, ani w 2013 roku.
Udzielił sakry biskupom pomocniczym wrocławskim: Tadeuszowi Rybakowi (1977), Adamowi Dyczkowskiemu (1978), Józefowi Pazdurowi (1985), Janowi Tyrawie (1988) i Edwardowi Janiakowi (1996), biskupowi pomocniczemu w Białymstoku Edwardowi Ozorowskiemu (1979) i biskupowi diecezjalnemu świdnickiemu Ignacemu Decowi (2004). Był także współkonsekratorem podczas święceń 11 biskupów.

### Oskarżenia i kary
W maju 2019 został wymieniony w filmie Tylko nie mów nikomu Marka i Tomasza Sekielskich jako osoba chroniąca księdza, który był oskarżany o pedofilię. Krytycznie oceniono wydanie poręczenia osobistego za księdza oskarżonego o napastowanie małoletnich i posiadanie dziecięcej pornografii – poręczenie to potraktowano jako tuszowanie przypadków wykorzystywania seksualnego małoletnich przez księży.
Po emisji filmu został publicznie oskarżony o to, że w 1990 napastował seksualnie 16-letniego ucznia Niższego Seminarium Duchownego Franciszkanów w Legnicy. Wszczęte zostało kościelne postępowanie wyjaśniające, a następnie dochodzenie kanoniczne, prowadzone przez kardynała Kazimierza Nycza, arcybiskupa metropolitę warszawskiego. Złożone zostało również zawiadomienie do prokuratury we Wrocławiu, jednakże postępowanie umorzono z powodu przedawnienia karalności czynu. 6 listopada 2020 Nuncjatura Apostolska w Polsce w lakonicznym komunikacie poinformowała, że w wyniku dochodzenia w sprawie oskarżeń wysuwanych wobec hierarchy i innych zarzutów dotyczących jego przeszłości Stolica Apostolska zarządziła wobec niego: zakaz uczestnictwa w celebracjach i spotkaniach publicznych, zakaz używania insygniów biskupich, pozbawienie prawa do nabożeństwa pogrzebowego i pochówku w katedrze, a także wpłacenie darowizny na rzecz Fundacji św. Józefa, powołanej przez Konferencję Episkopatu Polski w celu przeciwdziałania nadużyciom seksualnym w Kościele katolickim. W artykułach opublikowanych w mediach watykańskich doprecyzowano, że zarzuty sformułowane wobec kardynała w procesie kanonicznym dotyczyły molestowania, stosunków homoseksualnych i współpracy ze Służbą Bezpieczeństwa.

### Kontakty ze Służbą Bezpieczeństwa
Kontakty ze Służbą Bezpieczeństwa utrzymywał w latach 1969–1985. Rozmowy prowadził z wysokimi rangą funkcjonariuszami Departamentu IV MSW z zachowaniem pełnej dyskrecji, również w tajemnicy przed prymasem Stefanem Wyszyńskim i członkami Episkopatu Polski. Podjęcie przez niego tych kontaktów miało wynikać z chęci ułożenia bezkonfliktowych relacji z władzami wojewódzkimi w związku z objęciem rządów w diecezji w Białymstoku, a także istnienia podejrzeń o utrzymywaniu przez niego kontaktów homoseksualnych z pełnoletnimi osobami w młodym wieku. Dalsze rozmowy odbywał z zamiarem uzyskania korzyści dla zarządzanych diecezji, szczególnie w zakresie otrzymania zgód na budowę budynków sakralnych i kurialnych. Spotkania były prowadzone w miłej i serdecznej atmosferze, w ich trakcie hierarcha kilkukrotnie niechętnie przyjmował drobne upominki. Funkcjonariusze aparatu bezpieczeństwa uzyskiwali od niego wartościowe informacje. Rozmowy miały formę dialogu operacyjnego, duchowny był traktowany jako kandydat na tajnego współpracownika, a przez pewien czas także kontakt operacyjny. Wątpliwość, co do dyskrecji w utrzymywaniu kontaktów, a także kontaktów homoseksualnych jako przyczyny podjęcia rozmów wyrazili Włodzimierz Suleja i Wojciech Polak, stawiając przy tym hipotezę, że podtrzymując rozmowy, mógł on maskować sprawy dla niego ważniejsze, związane z misją Kościoła na terenach ówczesnego ZSRR. Tezy zaprezentowane przez Suleję i Polaka zostały negatywnie zweryfikowane przez Rafała Łatkę i Filipa Musiała, którzy w swojej analizie udowodnili, że wspomniana koncepcja nie ma żadnych podstaw źródłowych. Wskazali jednoznacznie, że istniał zakaz tego rodzaju kontaktów duchowieństwa z funkcjonariuszami SB, a ponadto w momencie rozpoczęcia rozmów z SB ks. Gulbinowicz był nieznanym szerzej kapłanem.

## Śmierć i pogrzeb
Zmarł 16 listopada 2020 w Wojewódzkim Szpitalu Specjalistycznym we Wrocławiu z powodu niewydolności krążeniowo-oddechowej, wynikającej z ostrego zapalenia płuc. 20 listopada 2020 w kościele Najświętszego Imienia Jezus we Wrocławiu została odprawiona msza żałobna pod przewodnictwem arcybiskupa metropolity wrocławskiego Józefa Kupnego. 23 listopada 2020 został pochowany w grobowcu rodzinnym na cmentarzu komunalnym w Olsztynie. Do wiadomości publicznej nie podano z wyprzedzeniem informacji o czasie i miejscu pogrzebu.

## Odznaczenia, wyróżnienia, upamiętnienie

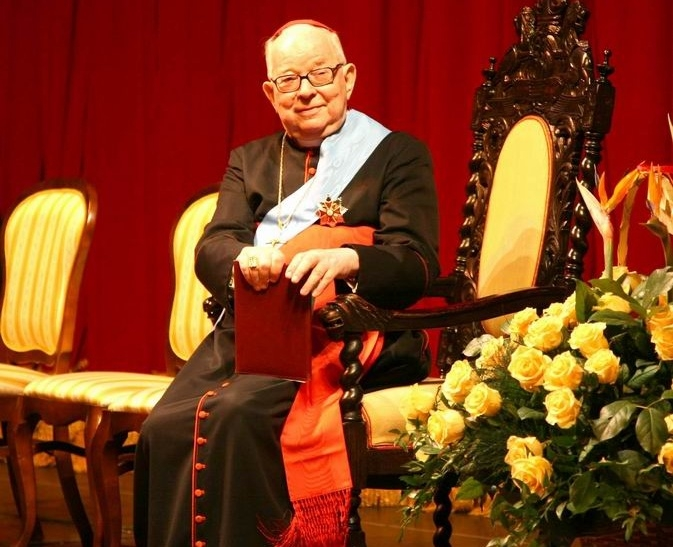
Kardynał Gulbinowicz podczas uroczystości odznaczenia go Orderem Orła Białego

Postanowieniem prezydenta RP Lecha Kaczyńskiego z 17 października 2008 został odznaczony Orderem Orła Białego. Wcześniej prezydent RP Lech Wałęsa postanowieniem z 3 lutego 1995 nadał mu Krzyż Komandorski z Gwiazdą Orderu Odrodzenia Polski.
W 2006 otrzymał Złoty Medal „Zasłużony Kulturze Gloria Artis”, a w 2009 Złotą Odznakę „Zasłużony dla Ochrony Przeciwpożarowej”. W 2013 został udekorowany medalem Ministerstwa Kultury Litwy „Nieś swoje światło i wierz”.
Przyznano mu tytuł honorowego obywatela: Wrocławia – „Civitate Wratislaviensi Donatus” (1996, odebrany w 2020), Lądka-Zdroju (1998), Oławy (1999, odebrany w 2020), Barda (2000, odebrany w 2021), Dzierżoniowa (2000), Białegostoku (2000, odebrany w 2020), Trzebnicy (2000), gminy Ziębice (2000, odebrany w 2020), Środy Śląskiej (2003), Sobótki (2003), Strzelina (2003, odebrany w 2020), gminy Pieszyce (2006), Ząbkowic Śląskich (2010, odebrany w 2021), gminy Orneta (2010), miasta i gminy Ścinawa (2011), gminy Szudziałowo, a także rejonu wileńskiego (2015). Został także wyróżniony tytułem „Zasłużony dla Polanicy-Zdroju” (1998), honorową nagrodą Miasta Oleśnicy (2002), tytułem Honorowego Obywatela Dolnego Śląska „Civi Honorario” (2004), Odznaką Honorową za Zasługi dla Województwa Warmińsko-Mazurskiego (2011) i Złotą Odznaką Honorową Wrocławia „Wratislavia Grato Animo” (2016).
Otrzymał tytuł doktora honoris causa: Papieskiego Wydziału Teologicznego we Wrocławiu (1996), Akademii Rolniczej we Wrocławiu (2000), Politechniki Wrocławskiej (2003) i Akademii Medycznej we Wrocławiu (2009). W 2007 miało miejsce odnowienie jego doktoratu na Katolickim Uniwersytecie Lubelskim, równoważne z przyznaniem doktoratu honoris causa.
Został uhonorowany Dziecięcą Nagrodą „Serca” (2000), Orderem Uśmiechu (2001), Perłą Honorową Polskiej Gospodarki w kategorii krzewienie wartości patriotycznych przyznaną przez redakcję „Polish Market” (2014), Nagrodą Jana Nowaka-Jeziorańskiego (2017) i Diamentowym Feniksem (2019).
W 2011 jego imię nadano Ośrodkowi Badawczo-Naukowo-Dydaktycznemu Chorób Otępiennych Akademii Medycznej we Wrocławiu Samodzielnemu Publicznemu Zakładowi Opieki Zdrowotnej w Ścinawie, zwanemu Ośrodkiem Alzheimerowskim.
Bohater filmów dokumentalnych: Henryk milczący Teresy Gordon (2006), Opowieść o życiu godziwym Stanisława Chomickiego (2006), Po stronie Boga jest zwycięstwo! Jędrzeja Lipskiego i Piotra Mielecha oraz Gulbinowicz Jolanty Krysowatej i Krzysztofa Kunerta (2014). W 2011 został wyprodukowany film Waldemara Krzystka 80 milionów, opowiadający historię podjęcia przez działaczy dolnośląskiej „Solidarności” związkowych pieniędzy z wrocławskiego banku, które następnie zostały przechowane w siedzibie arcybiskupa Gulbinowicza.